# Matthew Long
Matthew Long, född den 27 juni 1975 i Sydney i Australien, är en australisk roddare.
Han tog OS-brons i tvåa utan styrman i samband med de olympiska roddtävlingarna 2000 i sin hemmastad, Sydney.